# Procesión de aldea
Procesión de aldea es un lienzo de Francisco de Goya, realizado para la quinta El Capricho de los duques de Osuna en 1787. Forma parte de la serie conocida como cuadros para la alameda de los duques de Osuna. Goya tenía estrecho contacto con los duques desde 1785.

## Análisis
Como toda la serie, está impregnada de temáticas populares para el salón del duque. Entre la serie destacan cuadros como Asalto al coche, La caída, El columpio y La cucaña. 
Aquí Goya presenta una de las habituales procesiones patronales en la España dieciochesca. La iglesia y todo el fondo tiene una pincelada difuminada. De la puerta del templo sale la procesión, encabeza por el cura, el alcalde y los regidores, que portan un estandarte. La figura de la Virgen María está portada por algunos fieles.